# José Alfredo Caires de Nóbrega
José Alfredo Caires de Nóbrega, S.C.J. (Caniço, 12 de abril de 1951) é um prelado português da Igreja Católica, com atuação em Madagascar, atual bispo de Mananjary.

## Biografia
Terminada a escola primária frequentada no seu país natal, em 1964 ingressou no Seminário Menor dos Dehonianos do Funchal (Colégio Missionário Sagrado Coração). Estudou filosofia na Universidade de Coimbra e teologia em Lisboa, no Seminário "Nossa Senhora de Fátima-Alfragide"; aqui foi ordenado sacerdote em 28 de dezembro de 1980.
Exerceu os seguintes cargos: foi enviado a Madagascar, na diocese de Mananjary, com o primeiro grupo de Missionários Dehonianos da Província Portuguesa; vigário paroquial em Ifanadiana (1981-84); pastor de Antsenavolo; superior do grupo português de Padres Dehonianos. Em 1996 frequentou um curso concentrado em Roma para formadores na Pontifícia Universidade Salesiana (1984-97). De 1998 a 2000, trabalhou como Superior do Noviciado Dehoniano em Antsirabe.
Em 30 de novembro de 2000 foi nomeado pelo Papa João Paulo II como bispo de Mananjary. Foi consagrado em 18 de março de 2001, na Catedral de Santo Agostinho de Mananjary, por Philibert Randriambololona, S.J., arcebispo de Fianarantsoa, coadjuvado por Charles-Remy Rakotonirina, S.J., bispo de Farafangana e por Dom António de Sousa Braga, S.C.J., bispo de Angra.
Depois da passagem do Ciclone Batsirai, liderou os esforços de reconstrução e os pedidos de ajuda na comunidade internacional, para Madagascar.